# Quercus perpallida
Quercus perpallida — вид рослин з родини букових (Fagaceae), ендемік Мексики.

## Опис
Вид виростає менше 3 метрів заввишки.

## Поширення й екологія
Ендемік Мексики — Нижня Каліфорнія, Чихуахуа, Сонора. Роста на висотах від 1150 до 1650 метрів.